# Isotriphora peetersae
Isotriphora peetersae is een slakkensoort uit de familie van de Triphoridae. De wetenschappelijke naam van de soort werd in 1989 voor het eerst geldig gepubliceerd door Robert Moolenbeek en Marien J. Faber.